# Ricardo Mégre
Ricardo Mégre (ur. 7 kwietnia 1975 roku) – portugalski kierowca wyścigowy.

## Kariera
Mégre rozpoczął karierę w wyścigach samochodowych w 1999 roku od startów w Festiwalu Formuły Ford oraz Brytyjskiej Formule Ford. Jedynie w Festiwalu, gdzie zajął szóste miejsce, był klasyfikowany. W późniejszych latach pojawiał się także w stawce Hiszpańskiej Formuły Super Toyota, Hiszpańskiej Formuły 3, Open Telefonica by Nissan oraz Portuguese GT Championship.
W World Series by Nissan Portugalczyk wystartował w sześciu wyścigach sezonu 2001 z hiszpańską ekipą Repsol Meycom. Uzbierane cztery punkty dało mu 21 miejsce w końcowej klasyfikacji kierowców.